# Parler
Parler는 미국의 웹사이트다.